# PSA Peugeot Citroën
PSA Peugeot Citroen (prijašnjeg naziva Peugeot Société Anonyme) je Francuski proizvođač automobila i motocikala koje prodaje pod markama Peugeot, Citroen i Opel. PSA je prvi najveći proizvođač automobila u Europi.

## Povijest
U prosincu 1974. godine Peugeot S.A. je kupio 38,2% udjela u Citroënu. U svibnju 1976. povećali su svoj udjel, u tada propalom Citroënu na 89,95% i tako je nastala PSA grupa.
- Tvornice PSA grupe
- Novi Peugeot 508
- Novi Citroën C4